# فرانسيس لايت
فرانسيس لايت (بالإنجليزية: Francis Light)‏ كان مؤسس مستعمرة بريطانية من بينانق (في العصر الحديث ماليزيا) وعاصمتها جورج تاون في عام 1786.
وقد عُمد في Dallinghoo، سوفولك، إنكلترا في 15 ديسمبر 1740.
خدم لايت في البحرية الملكية كضابط صف بحري 1759-1763، ولكن بعد ذلك خرج لطلب ثروته في المستعمرات. من 1765، حيث كان يعمل كتاجر خاص لبلاده